# Guercif

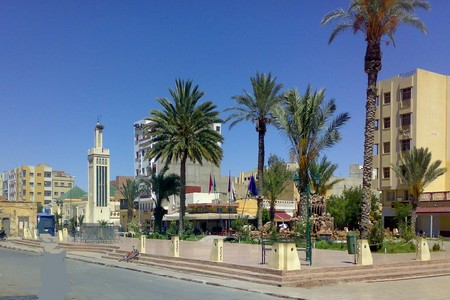
Guercif.

Guercif är en stad i Marocko och är belägen i provinsen med samma namn som är en del av regionen Oriental. Folkmängden uppgick till 90 880 invånare vid folkräkningen 2014.